# IC 5129
IC 5129 — галактика типу Sc (компактна спіральна галактика) у сузір'ї Індіанець.
Цей об'єкт міститься в оригінальній редакції індексного каталогу.